# 李鉉在
李鉉在（韓語：이현재，1988年4月12日—），韓國（美韓混血）男歌手、演員，是男子三人樂隊MATE鼓手。2016年10月3日與女演員金烈結婚。

## 演出作品

### 電視劇
- 2009年：MBC《穿透屋頂的HighKick》飾演 朱利安姜的外國朋友（第13集）
- 2011年：Channel A《女人的色彩》飾演 Jason
- 2012年：tvN《閉嘴！花美男樂團》飾演 張道日
- 2013年：KBS《廣告天才李太白》飾演 保溫瓶廣告男主角（第5集）
- 2013年：KBS《職場之神》飾演 胡利塞薩
- 2016年：中國大陸《極品模王》(網絡劇)

### 電影
- 2011年：《Play》
- 2014年：《小时代：刺金時代》飾 Neil
- 2015年：《小時代：靈魂盡頭》飾 Neil
- 2015年：《戀愛中的城市》飾 傑克
- 2015年：《男神时代》
- 2016年：《假裝看不見之電影大師》飾 江小白
- 待上映：《宇爱同游》

### 綜藝節目
- 2015年：真心英雄 (电视节目)  嘉賓
- 2016年：MBC《黃金漁場 Radio Star》

## 外部連結
- 李鉉在的Instagram帳戶
- 李鉉在的X（前Twitter）
- NAVER搜索